# 尼尔·麦克尔罗伊
尼尔·麦克尔罗伊（英語：Neil Hosler McElroy，1904年10月30日—1972年11月30日）是1957年至1959年在艾森豪威尔总统领导下的美国国防部长。他曾担任宝洁公司总裁。